# Lophonectes mongonuiensis
Lophonectes mongonuiensis es una especie de pez de la familia Bothidae en el orden de los Pleuronectiformes.

## Hábitat
Es un pez de mar, e encuentra a una profundidad de entre 26 y 55 m.

## Distribución geográfica
Se encuentra en las  costas de Nueva Zelanda.